# Georg Weinhold
Georg Weinhold (ur. 28 listopada 1934 w Żytawie, zm. 10 października 2013 w Dreźnie) – niemiecki duchowny rzymskokatolicki, w latach 1973-2008 biskup pomocniczy diecezji drezdeńsko-miśnieńskiej (do 1979 działającej jako diecezja miśnieńska). 

## Życiorys
Święcenia kapłańskie przyjął 19 grudnia 1959 w ówczesnej diecezji miśnieńskiej, udzielił ich mu jej ordynariusz Otto Spülbeck CO. 4 lipca 1973 papież Paweł VI mianował go biskupem pomocniczym diecezji, ze stolicą tytularną Idicra. Sakry udzielił mu 8 września 1973 ówczesny biskup miśnieński Gerhard Schaffran. 22 sierpnia 2008 zrezygnował z urzędu i przeszedł na emeryturę w wieku 73 lat, na niespełna półtora roku przed osiągnięciem biskupiego wieku emerytalnego przewidzianego w prawie kanonicznym (75 lat). Od tego czasu pozostawał biskupem seniorem diecezji. 